# Global Ecovillage Network
Global Ecovillage Network – stowarzyszenie zrzeszające ludzi i wspólnoty (ekowioski), promujące życie „więcej niż zrównoważone” ("sustainable plus") poprzez odbudowę stanu gleby i dawanie naturalnemu środowisku więcej, niż się z niego zabiera. Członkowie sieci dzielą się pomysłami, informacjami, technologią tworząc wymianę kulturalną i edukacyjną.

## Historia
W 1990 Hildur i Ross Jackson z Danii założyli fundację Gaia Trust, która następnie zleciła badania i napisanie raportu dotyczącego zrównoważonych wspólnot na świecie Robertowi Gilmanowi i jego żonie Dianie Gilman. Raport, zatytułowany Ecovillages and Sustainable Communities, ukazał się w 1991. Stwierdzał, że istnieje wiele ciekawych projektów ekowiosek, ale żadna nie realizuje jeszcze swojego pełnego potencjału. Jako zbiorowość jednak projekty te składają się na wizję innej kultury i stylu życia, który można rozwijać w przyszłości.
W 1991 Gaia Trust zorganizował w Danii spotkanie przedstawicieli wspólnot ekologicznych w celu omówienia strategii dalszego rozwoju koncepcji ekowioski. Doprowadziło to do powstania organizacji Global Ecovillage Network (GEN). W 1994 GEN zaczął działać nieformalnie, uruchomiono serwis informacyjny Ecovillage Information Service. Pierwszymi członkami byli: wspólnota Findhorn ze Szkocji, The Farm z Tennessee; Lebensgarten z Niemiec, ekowioska Crystal Waters z Australii, Ecoville z St. Petersburga w Rosji, Gyurufu z Węgier, The Ladakh Project z Indii, The Manitou Institute z Kolorado oraz Danish Association of Sustainable Communities.
W 1995 w ekowiosce Findhorn w Szkocji miała miejsce pierwsza międzynarodowa konferencja członków ekowiosek, zatytułowana "Ecovillages and Sustainable Communities for the 21st Century". Po konferencji, która zgromadziła 400 uczestników, a ok. 300 dalszym chętnym trzeba było odmówić możliwości udziału z powodu braku miejsc, ruch nabrał impetu. Połączono w sieć informacyjną wiele inicjatyw ekowiosek, które dotąd działały samotnie. Gaia Trust zgodził się sfinansować pierwsze pięć lat działalności sieci. W czasie konferencji ustalono też oddziały organizacji: amerykański z siedzibą w The Farm, europejski i afrykański z siedzibą w Lebensgarten, zaś azjatycko-oceaniczny w Crystal Waters, z główną siedzibą w Danii.
W czerwcu 1996 GEN został zaproszony do Istambułu na konferencję ONZ pt. “Conference on Human Settlements”. W 1998 ONZ wyróżnił pierwsze ekowioski na liście 100 Najlepszych Praktyk (“Best Practices”), jako wzorce zrównoważonego stylu życia. GEN zaczął oferować kursy projektowania wiosek “Village Design”, zaś na terenie The Farm założono Ecovillage Training Center. W roku 2000 GEN miał 100 członków (osób, instytucji i ekowiosek) w Europie i Afryce, 80 w Oceanii, a na terenie Ameryk wyróżniono setki osad, za małych jeszcze, by uznać je za ekowioski. Na terenie południowej Azji GEN był w kontakcie z 40 ekowioskami, dodał też do swojej sieci ruch Sarvodaya z 10000 wiosek w Sri Lance.
W 2001 GEN uzyskał status konsultanta w Radzie Gospodarczej i Społecznej ONZ. GEN nie ma procedury weryfikacji i selekcji ekowiosek lub potencjalnych członków organizacji. Oferuje za to narzędzie do określenia stopnia zrównoważonego rozwoju, jaki został osiągnięty przez ekowioskę (A Community Sustainability Assessment tool).

## Członkowie
Sieć zrzesza różne rodzaje zrównoważonych osad i ekowiosek:
- sieci, np. ruch Sarvodaya, zrzeszający 2000 aktywnych zrównoważonych wsi (z ok. 15 000 wsi należących do ruchu[7]) wsi na Sri Lance;
- ekomiasta, np. Federation of Damanhur we Włoszech czy Nimbin w Australii;
- wiejskie ekowioski, np. Gaia Asociación w Argentynie;
- założenia na zasadach permakultury, np. Crystal Waters, Queensland w Australii[8], Huehuecoyotl w Meksyku[9];
- miejskie projekty socjalne, np. Los Angeles EcoVillage i Christiania w Kopenhadze;
- ośrodki edukacyjne, np. Findhorn Foundation w Szkocji, który jest członkiem założycielem GEN[3], Centre for Alternative Technology w Walii oraz Earthlands w Massachusetts w USA.

## Organizacje partnerskie
Do organizacji współpracujących z GEN należą:
- Gaia Trust
- Gaia Education
- Living Routes – założona przez GEN organizacja edukacyjna oferująca w wielu krajach programy studiów w dziedzinie zrównoważonego rozwoju, akredytowana przez University of Massachusetts Amherst[1]
- Ecovillages Newsletter
- Permaculture Magazine
- Fellowship for Intentional Community

## Cele
Global Ecovillage Network ma na celu „wspieranie i zachęcanie ewolucji zrównoważonych osad na całym świecie” ("to support and encourage the evolution of sustainable settlements across the world"), i realizuje te cele poprzez:
- wewnętrzne i zewnętrzne serwisy komunikacyjne; ułatwianie przepływu i wymiany informacji o ekowioskach i terenach pokazowych;
- wspólne działania i koordynacja projektów w dziedzinach związanych ze zrównoważonymi osadami, oraz
- współpracę i partnerstwo w skali światowej (UN Best Practices, Phare, European Youth For Action (EYFA), ECOSOC).

GEN jest członkiem założycielem EcoEarth Alliance wraz z Institute for Sustainable Future, Village Earth, Restore the Earth i innymi.

## Regiony
GEN ma biura i wolontariuszy w trzech regionach: GEN Europe, GEN Oceania i Azja (GENOA), oraz The Ecovillage Network of the Americas (ENA).